# Kabinett Brisson II

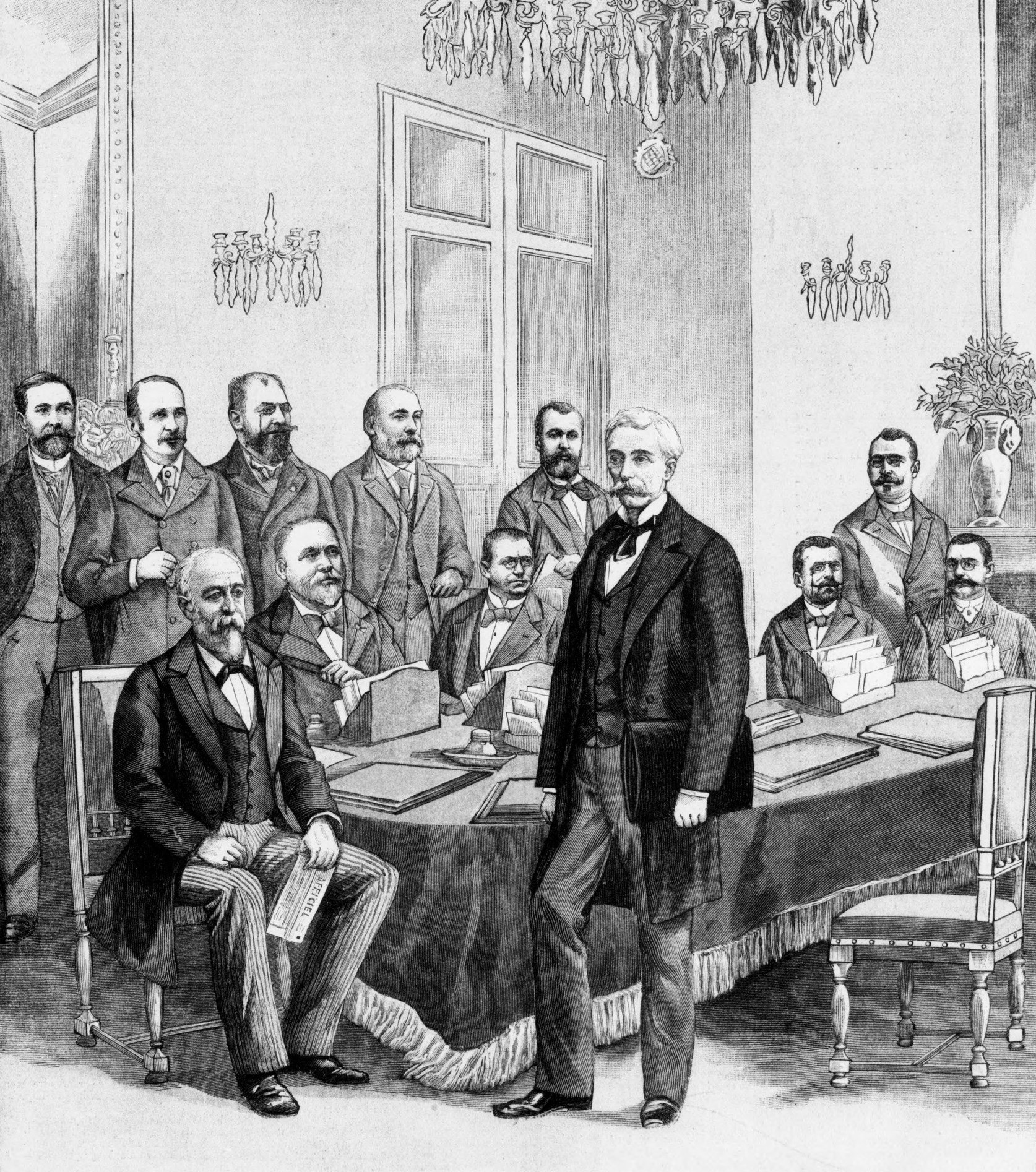
Gouvernement Brisson (Dépêche tunisienne illustrée, 1898)

Das zweite Kabinett Brisson war eine Regierung der Dritten Französischen Republik. Es wurde am 28. Juni 1898 von Premierminister (Président du Conseil) Henri Brisson gebildet und löste das Kabinett Méline ab. Es blieb bis zum 26. Oktober 1898 im Amt und wurde vom Kabinett Dupuy IV abgelöst.
Dem Kabinett gehörten neben Unabhängigen Minister folgender Fraktionen an: Gauche radicale (GR), Parti nationaliste (PN) und Gauche républicaine (Senat) (GRS).

## Kabinett
Dem Kabinett gehörten folgende Minister an:
- Premierminister: Henri Brisson (GR)
- Innenminister: Henri Brisson
- Justiz und Religionsminister: Ferdinand Sarrien (GR)
- Außenminister: Théophile Delcassé (GR)
- Finanzen: Paul Peytral (GR)
- Kriegsminister: Godefroy Cavaignac (PN)
  - ab 6. September 1898: Émile Zurlinden
  - ab 17. September 1898: Jules Chanoine
- Minister für Marine: Édouard Lockroy (GR)
- Minister für öffentlichen Unterricht: Léon Bourgeois (GR)
- Minister für öffentliche Arbeiten: Louis Charles Tillaye[1] (GRS)
  - ab 17. September 1898: Jules Godin[2] (GRS)
- Landwirtschaftsminister: Albert Viger[3] (GR)
- Minister für Handel, Industrie, Post und Telegrafie: Émile Maruéjouls
- Minister für die Kolonien: Georges Trouillot[4] (GR)

### Unterstaatssekretäre
Dem Kabinett gehörten folgende Sous-secrétaires d’État an:
- Post und Telegraphie im Handelsministerium (ab 5. Juli 1898): Léon Mougeot (GR)
- Innenministerium (ab 5. Juli 1898): Ernest Vallé (GR)

## Historische Einordnung

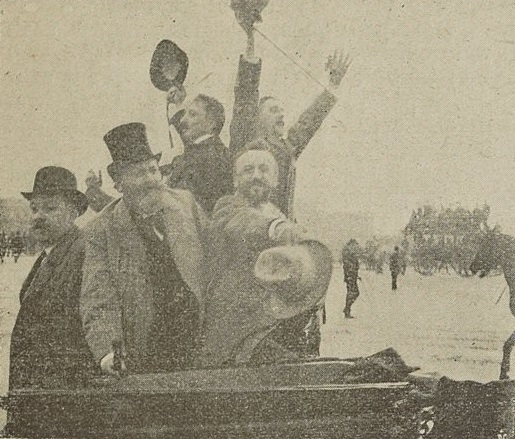
Ankunft der Antisemitischen Fraktion in der Abgeordnetenkammer

Die zweite Amtszeit Henri Brissons war außenpolitisch von der Faschoda-Krise geprägt, innenpolitisch von der Dreyfus-Affäre.
Großbritannien hatte sich zum Ziel gesetzt, einen Nord-Süd-Gürtel von Kolonien in Afrika, vom Kap der Guten Hoffnung bis Kairo, zu errichten. Frankreich wollte dagegen einen Ost-West-Gürtel von Dakar bis Dschibuti. Die Ansprüche beider Staaten kollidierten schließlich in dem kleinen sudanesischen Ort Faschoda (seit 1905 Kodok) am Weißen Nil. Am 10. Juli 1898 besetzte ein französisches Kontingent unter Major Jean-Baptiste Marchand Faschoda. Am 18. September 1898 erreichten die Briten unter General Herbert Kitchener den Ort und forderten die Franzosen zum Abzug auf. Großbritannien und Frankreich legten den Streit in Verhandlungen bei und Brisson verfügte gegen den Widerstand französischer Nationalisten den französischen Abzug.
Am 18. Juli 1898 wurde Émile Zola erneut wegen seines Artikels „J’accuse !“ schuldig gesprochen und ging nach London ins Exil. Am 30. August gestand Oberst Hubert Henry, die Beweise gegen Dreyfus gefälscht zu haben („faux Henry“) und beging am folgenden Tag Selbstmord. Kriegsminister Cavaignac trat deshalb zurück; sein Nachfolger Zurlinden folgte ihm, als das Berufungsgericht dem Revisionsantrag der Dreyfus-Familie stattgab. Im Parlament bildete sich unter der Führung Édouard Drumonts eine antisemitische Fraktion. Der dritte Rücktritt eines Kriegsministers (Chanoine) aus Dreyfus-Gegnerschaft in kurzer Zeit löste Ende Oktober den Sturz der Regierung aus.
Am 4. Oktober begann der Bau der Linie 1 der Pariser Métro von Porte Maillot nach Vincennes.